# 소기
소기(蕭紀, 508년 ~ 553년)는 중국 남북조 시대 양나라의 비정통 황제이다. 무제의 여덟째 아들이며, 간문제와 원제의 동생이다. 자는 세순(世詢)이다.

## 생애
소기는 배움에 많이 근면하지 않았고, 호화로움을 가벼이 여기는 것을 좋아하지 않았다.
514년에 무제가 소기를 무릉군왕(武陵郡王)으로 봉했고, 영원장군(寧遠將軍)과 팽성(彭城)의 태수, 양주자사(楊州刺史) 등을 겸직하게 하였다. 소기는 뒤에 나와서 익주자사(益州刺史)를 맡았다.
후경의 난이 일어났을 때, 소기는 촉(蜀)에 있으면서 난을 평정하려고도 하지 않았다. 아버지인 무제가 죽은 뒤, 551년에 그제야 후경을 토벌한다는 명분으로 군대를 이끌고 동쪽으로 가서 형섬(荊陝)을 포위하려고 했다. 552년에 소기는 맏아들인 무릉세자 소원조의 제의를 받아들여 성도를 수도로 즉위하였고, 연호를 천정(天正)으로 개원하였다.
한편, 동쪽에서는 이복형인 원제가 후경을 죽이고 난을 평정한 뒤 즉위했다. 그러자 소기는 항상 소역을 '칠관(七官)'으로 불렀다.
이때 소기의 군대는 이미 서릉협(西陵峽)에 이르러 원제가 있는 강릉의 여러 군대와 대치했다. 그러자 원제는 서위에 원조를 요청하니 서위가 군대를 보내 촉을 공격하였고, 동시에 원제의 군대도 서릉협으로 진공했다.
결국 소기는 황제가 되자마자 서위의 침공과 원제의 토벌로 곧 위태로운 지경에 직면하게 되었다.
553년에 드디어 서위가 성도를 포위하자 소기의 군대는 사기도 떨어진데다 강릉에 닿기도 전에 후방이 이미 무너졌으므로 전투에서 계속 패하였다. 마침내 원제의 부장인 번맹(樊猛)에게 서릉협에서 포위되어 곤란함에 처했다. 소기는 황금을 떡같이 주조한 뒤에 엽전 꾸러미처럼 꿰어 자신의 부하 장수들과 군사들에게 보이면서 격려하여 적들을 막도록 하였는데, 항상 싸움이 끝나고 난 뒤에는 그것을 주지 않아 휘하 제장들의 반감을 샀고, 이 때문에 크게 패하여 여기에 이르게 되고 말았다. 이때 원제가 번맹에게 일러 말했다.
| “ | 살아서 얼굴을 보게 되면 공로를 이루지 않은 것이다. | ” |

끝내는 서릉협의 협구(峽口)에서 번맹에게 피살되니 향년 46세였다.
당시 소기는 번맹과 그의 군사들의 공격을 피해 배의 갑판과 평상을 빙글빙글 돌면서 황금 꾸러미를 던져 번맹에게 애원하여 말했다.
| “ | 이것으로 경을 고용하니, 나를 보내어 칠관을 만나게 해달라. | ” |

하지만 번맹은 소기의 요청을 무시했다.
| “ | 어떤 연유로 천자를 볼 수 있겠소! 그리고 족하를 죽이면 황금은 장차 어디로 가겠소! | ” |

마침내 번맹은 소기와 소기의 어린 셋째 아들인 소원만의 목을 베었다.
소역은 소기와 그의 가족의 속적을 끊었고 성씨를 도철씨(饕餮氏)로 바꿔 버렸다.
소기의 딸인 소묘유의 묘지에서 소기를 칭하기를 '승상 무릉정헌왕(武陵貞獻王)'이라고 했다.

## 가족

### 조부모와 부모
- 조부 : 태조(太祖) 문황제(文皇帝) 소순지(蕭順之)
- 조모 : 문헌황후(文獻皇后) 장상유(張尙柔)
- 부친 : 고조(高祖) 무황제(武皇帝) 소연(蕭衍)
- 모친 : 수용(修容) 갈씨(葛氏)

### 왕자
| - | 봉호               | 시호 | 이름           | 생몰년도      | 생모 | 별칭  | 비고  |
| - | ------------------ | ---- | -------------- | ------------- | ---- | ----- | ----- |
| 1 | 황태자(皇太子)     |      | 소원조(蕭圓照) | ? ~ 553년     |      | [ 3 ] | [ 4 ] |
| 2 | 서양군왕(西陽郡王) |      | 소원정(蕭圓正) | ? ~ 553년     |      | [ 5 ] | [ 4 ] |
| 3 | 경릉군왕(竟陵郡王) |      | 소원만(蕭圓滿) | ? ~ 553년     |      |       | [ 6 ] |
| 4 | 남초군왕(南譙郡王) |      | 소원보(蕭圓普) | ? ~ 553년     |      |       | [ 4 ] |
| 5 | 의도군왕(宜都郡王) |      | 소원숙(蕭圓肅) | 539년 ~ 584년 |      |       | [ 7 ] |

### 왕녀
| - | 봉호               | 이름           | 생몰년도      | 생모 | 부마                              | 별칭  | 비고  |
| - | ------------------ | -------------- | ------------- | ---- | --------------------------------- | ----- | ----- |
| 1 | 회남공주(淮南公主) | 소묘유(蕭妙瑜) | 530년 ~ 630년 |      | 임정충장공(臨貞忠壮公) 양부(楊敷) | [ 8 ] | [ 9 ] |
| 2 | 공주(公主)         |                |               |      | 허창현백(許昌縣伯) 정전(鄭詮)     |       |       |

## 참고 문헌
- 자치통감
- 양서